# Samoria
Samoria es un género de insecto coleóptero de la familia Chrysomelidae.

## Especies
- Samoria fastuosa Silfverberg, 1982
- Samoria jeanneli (Laboissiere, 1918)
- Samoria speciosa Silfverberg, 1982
- Samoria violacea (Allard, 1888)